# Justiça social
Justiça social é uma construção moral e política baseada na igualdade de direitos e na solidariedade coletiva. Em termos de desenvolvimento, a justiça social é vista como o cruzamento entre o pilar econômico e o pilar social.
O conceito surge em meados do século XIX, referido às situações de desigualdade social, e define a busca de equilíbrio entre partes desiguais, por meio da criação de proteções (ou desigualdades de sinais contrários), a favor dos mais fracos.
Para ilustrar o conceito, diz-se que, enquanto a justiça tradicional é cega, a justiça social deve tirar a venda para ver a realidade e compensar as desigualdades que nela se produzem. No mesmo sentido, diz-se que, enquanto a chamada justiça comutativa é a que se aplica aos iguais, a justiça social corresponderia à justiça distributiva, aplicando-se aos desiguais. O mais importante teórico contemporâneo da justiça distributiva é o filósofo liberal John Rawls.
Em Uma Teoria da Justiça (A Theory of Justice), de 1971, Rawls defende que uma sociedade será justa se respeitar três princípios: 
1. garantia das liberdades fundamentais para todos;
2. igualdade equitativa de oportunidades; e
3. manutenção de desigualdades apenas para favorecer os mais desfavorecidos.

## Cronologia
Segundo Ubiratan Borges de Macedo, a aplicação do termo "justiça social" seguiu a seguinte cronologia: inicialmente foi usada por Edward Gibbon, em Declínio e Queda do Império Romano, no século XVIII, no sentido de aplicação das normas de conduta justa numa sociedade. Em 1793, William Godwin, em Enquiry Concerning Political Justice, usou a descrição com o emprego atual, mas sob a denominação de justiça política. Em 1840, Luigi Taparelli D’Azeglio, em Saggio Teoretico de Diritto Naturale, filósofo jesuíta, foi o primeiro a usar o termo em sua atual concepção. Para ele, a justiça social se traduz na igualdade de direitos de todas as pessoas da forma em que todos os seres foram feitos pela natureza divina. Oito anos depois, Antonio Rosmini, em A constituição segundo a justiça social - o sacerdote, político e educador, difunde este conceito e a ideia passa a ser associada à doutrina social católica. A seguir, é o liberal John Stuart Mill, em Utilitarismo (1861) a aderir à ideia de justiça social e distributiva, como ele mesmo o diz, que atribui à sociedade o dever de tratar a todos igualitariamente considerando para isso aqueles que têm méritos iguais.

## Conceito

### John Rawls
O professor e filósofo John Rawls apresenta contribuições importantíssimas na área da filosofia política, tendo em sua autoria diversos artigos e livros que trabalham a ideia de justiça na sociedade, sendo os principais: A Theory of Justice (1971), Political Liberalism (1993), The Law Off Peoples (1999), e Justice as Fairness: A Restatement (2001).
Em seu primeiro livro há um conjunto de oito capítulos que sistematizam os seus conceitos. A teoria da justiça de Rawls apresenta os princípios do que é justiça delimitando-a a partir da ideia de uma estrutura de democracia constitucional.

Para ilustrar e dar base a sua ideia de justiça equitativa, Rawls apresenta a ideia de posição inicial, indo ao encontro do conceito de estado de natureza usado pelos contratualistas.
Afirmei que a posição original é o status quo inicial apropriado para assegurar que os consensos básicos nele estabelecidos sejam equitativos. (...) Entendida dessa forma a questão da justificativa se resolve com a solução de um problema de deliberação: precisamos definir quais princípios seriam racionalmente adotados dada a situação contratual.
A justiça equitativa de Rawls surge da busca por um ideal de justiça que de certa forma neutralize o modo de ser, social e biológico (no que diz respeito as habilidades naturais que dão vantagens aos indivíduos) que de algum modo pode ser arbitrário. Rawls utiliza do contrato social como método para estabelecer os dois princípios da justiça, sendo eles a liberdade e igualdade. 
Primeiro: cada pessoa deve ter um direito igual ao mais abrangente sistema de liberdades básicas iguais que sejam compatíveis com um sistema de liberdade para as outras. Segundo: as desigualdades sociais e econômicas devem ser ordenadas de tal modo que sejam ao mesmo tempo: a) consideradas como vantajosas para todos dentro dos limites do razoável (princípio da diferença), e b) vinculadas a posições e cargos acessíveis a todos (princípio da igualdade de oportunidades).
A teoria da justiça como equidade centra-se no individuo (muito por conta do víeis liberal do autor), porém esse não é o fundamento principal de sua ideia. 
O ponto essencial é que, apesar das características individualistas da teoria da justiça como equidade, os dois princípios da justiça não dependem de forma contingente dos desejos existentes ou das condições sociais presentes. Todos possuem um sentido da justiça semelhante e, sob este aspecto, uma sociedade bem ordenada é homogênea.
O centro da justiça como equidade está em aceitar a justiça política, independente das variedades da moralidade existente entre elas. 
Na justiça como equidade, a unidade social e a lealdade dos cidadãos com respeito a suas instituições comuns não estão calcadas na ideia de que todas as pessoas sustentam a mesma concepção do bem, mas em que aceitam publicamente uma concepção política de justiça para regular a estrutura básica da sociedade.
Por fim, pode-se concluir que a obra de John Rawls fundamenta o conceito de justiça, atentando para as liberdades e direitos fundamentais, mas também buscando um bem comum, seja ele político, social ou econômico, assim como aponta o juiz federal e professor Ricardo Perligeno Mendes da Silva: 
O sistema social deve ser concebido por forma a que o resultado seja justo, aconteça o que acontecer. Para atingir este objetivo, é necessário que o processo econômico e social seja enquadrado por instituições políticas e jurídicas adequadas.

## Crítica

### Friderich August von Hayek
Friedrich August von Hayek concebe justiça social como uma expressão desprovida de sentido, apesar de possuir uma aura sacra. Além de ser um pleonasmo (pois justiça é um fenômeno social). Hayek também diz que o uso de justiça no termo é apenas porque trata-se de uma palavra eficiente e atraente. Para ele, os defensores da expressão promovem uma ideia de distribuição de riquezas ou bens que não apresentam um consenso: quando se considera como critério para tal as virtudes ou o mérito, nasce a necessidade de se determinar o que constitui o merecimento. Se distribuir pela necessidade, seria um ato de caridade, e isto seria inviável se não fosse orientado por regras formais. Se for pela igualdade, sem considerar as diferenças, todos os indivíduos seriam tratados como iguais.

Friedrich Hayek analisa justiça social no mesmo sentido da expressão justiça distributiva, porque, segundo ele, atualmente as duas são empregadas como equivalentes. Para Hayek, a justiça social (ou, por vezes, a justiça econômica, por se tratar sempre de redistribuição de renda) passou a ser considerada algo que as ações da sociedade, ou o tratamento dado pela sociedade a indivíduos e grupos, deveriam ter. Conforme o autor, a vinculação do termo ao tratamento dado pela sociedade aos indivíduos com base em merecimento cria um distanciamento com a justiça pura e simples, além de mostrar um vácuo no conceito.
A reivindicação de justiça social é dirigida não ao indivíduo, mas à sociedade. No entanto, a sociedade, no sentido estrito em que deve ser distinguida do aparelho governamental, não age com vistas a um propósito específico, e, assim, a reivindicação de justiça social converte-se numa reivindicação de que os membros da sociedade se organizem de modo a possibilitar a distribuição de cotas do produto da sociedade aos diferentes indivíduos ou grupos. A questão básica passa a ser então saber se há o dever moral de se submeter a um poder capaz de coordenar os esforços dos membros da sociedade com o objetivo de atingir determinado padrão de distribuição considerado justo.
Para Hayek, justiça social é uma miragem, algo inatingível, e a busca por esse ideal destruirá o único clima em que os valores morais tradicionais podem florescer, ou seja, a liberdade individual.
Friedrich Hayek alega que a expressão justiça social não é ingênua, de boa vontade para com os menos afortunados, mas sim uma insinuação desonesta de que se tem o dever de concordar com uma exigência feita por algum grupo de pressão incapaz de justificá-la concretamente:
Para que o debate político seja honesto, é necessário que as pessoas reconheçam que a expressão é desonrosa, do ponto de vista intelectual, símbolo da demagogia ou do jornalismo barato, que pensadores responsáveis deviam envergonhar-se de usar, pois, uma vez reconhecida sua vacuidade, empregá-la seria desonesto.